# Tamarac
Tamarac è un comune degli Stati Uniti d'America situato nella parte centrale della Contea di Broward dello Stato della Florida.
Secondo le previsioni del 2011, la città ha una popolazione di 60.427 abitanti su una superficie di 30,80 km².